# Tachov (Troskovice)
Tachov (německy Tachow) je malá vesnice, část obce Troskovice v okrese Semily. Nachází se asi 1,5 kilometru severně od Troskovic.
Tachov leží v katastrálním území Troskovice o výměře 8,29 km².

## Historie
První písemná zmínka o vesnici pochází z roku 1388.

## Pamětihodnosti
- Přírodní památka Tachovský vodopád

## Galerie

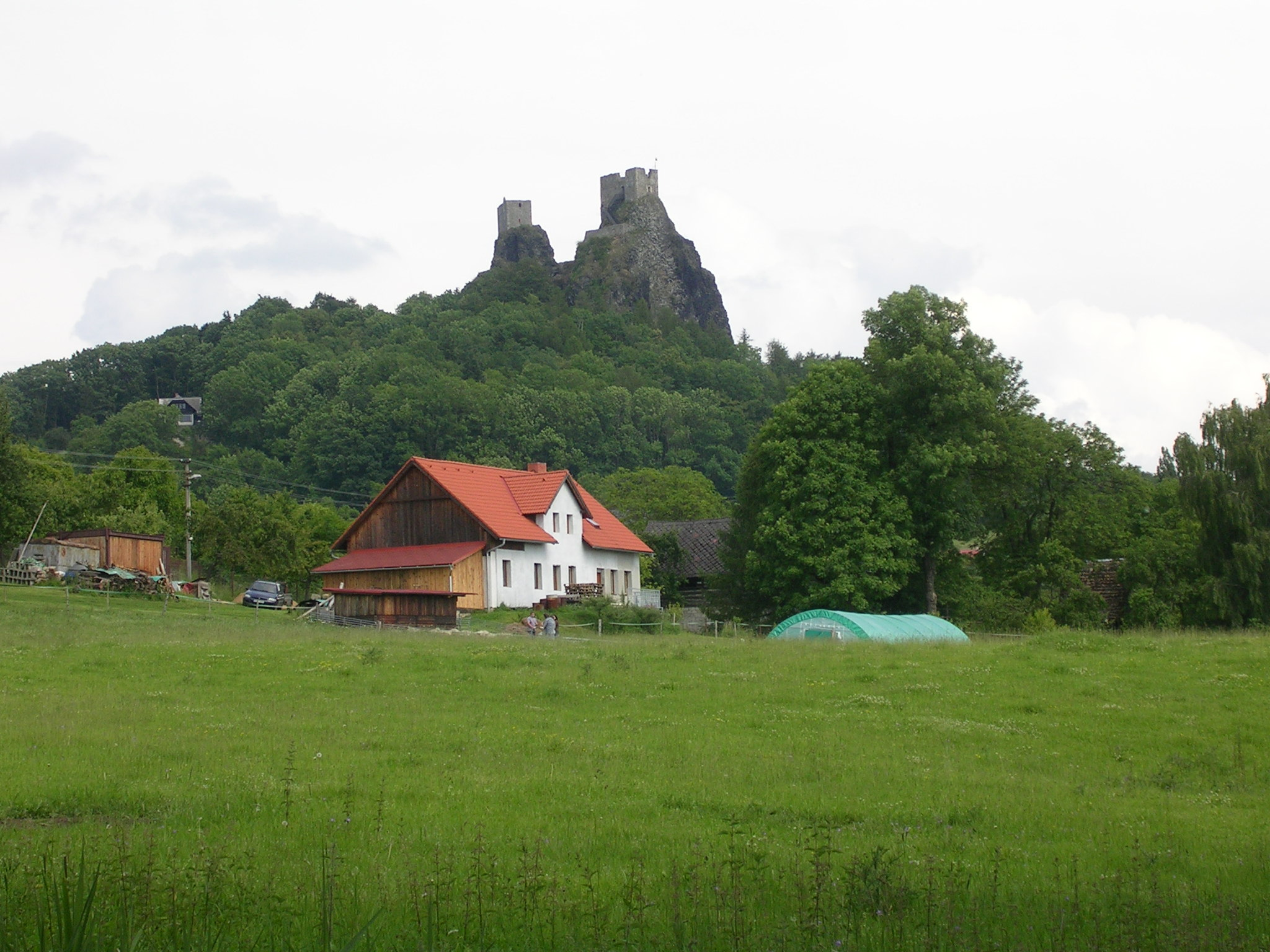
Pohled od Tachova na Trosky
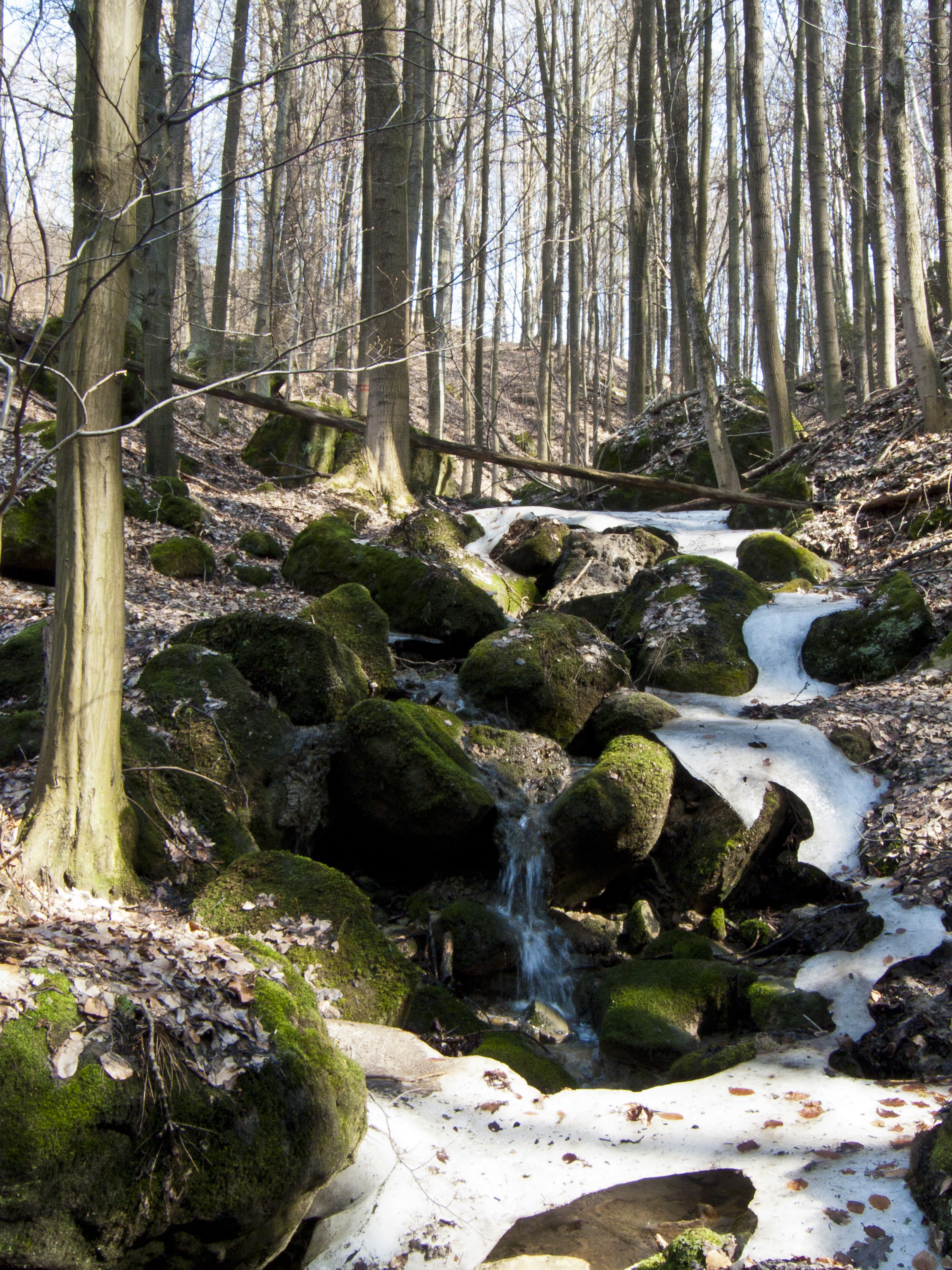
Kaskády Tachovského vodopádu
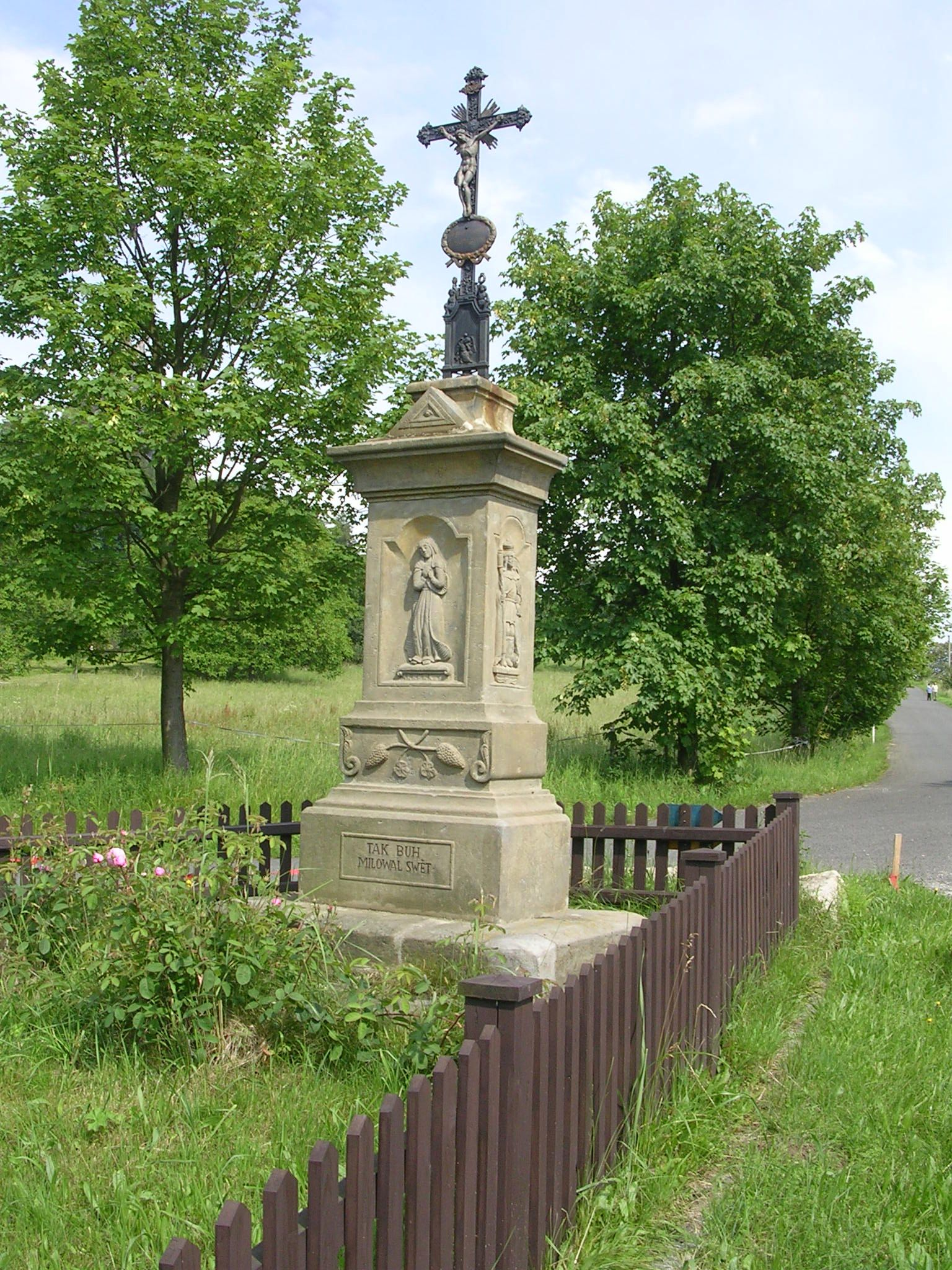
Boží muka
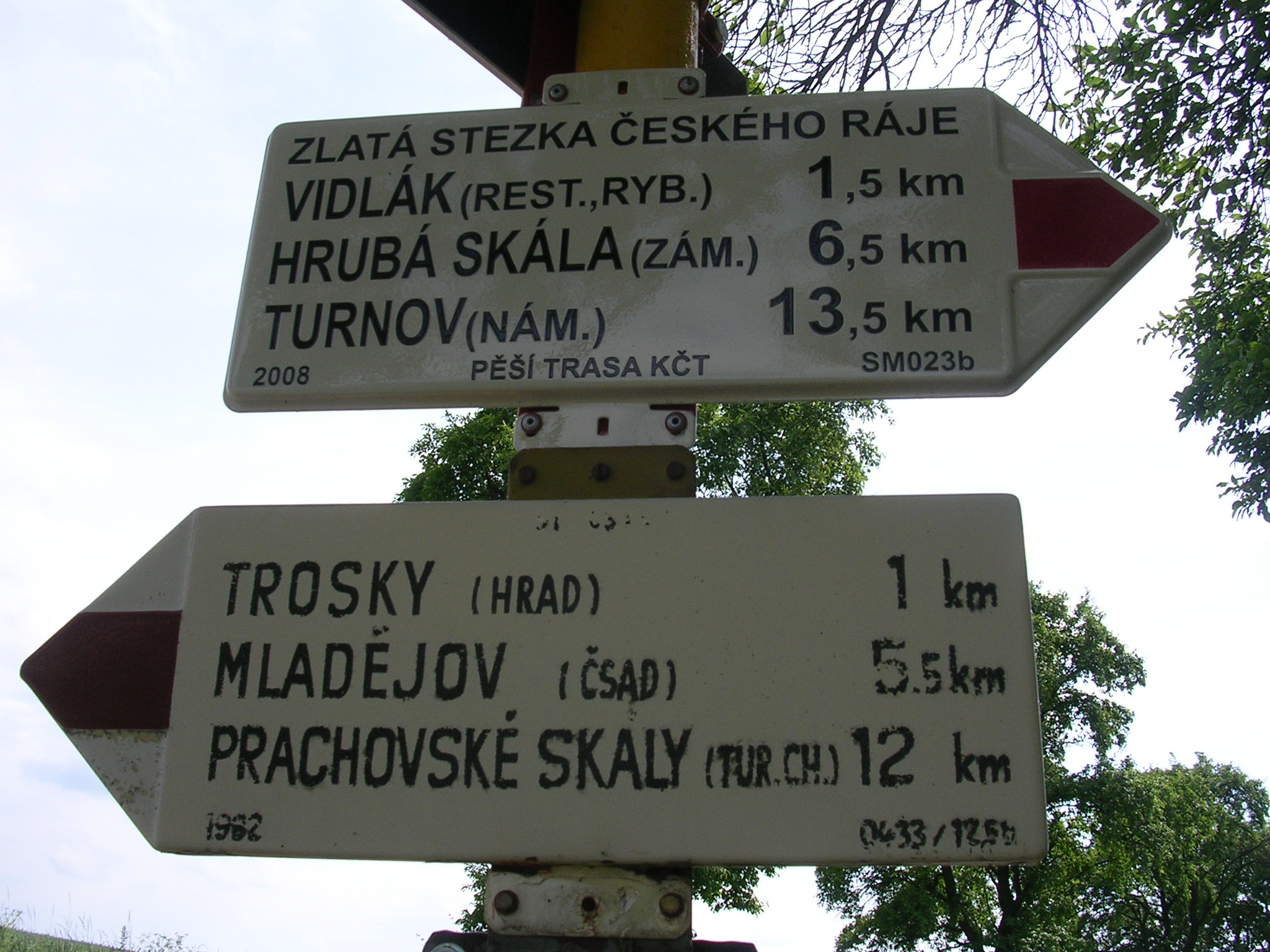
Turistický rozcestník v Tachově